# Hudba Prahy 18. století
Hudba Prahy 18. století je ediční řada nahrávek vydávaná nakladatelstvím Supraphon. Vychází od roku 2009. Dosud vydané tituly obsahují méně známá díla pražských skladatelů 1. poloviny 18. století, která zpravidla dosud nebyla nahrána.

## Seznam titulů
- Jan Josef Ignác Brentner: Concertos & Arias. Collegium Marianum, Jana Semerádová, Praha 2009, SU 3970-2.
- Václav Gunther Jacob: Missa Dei Filii. Capella Regia Musicalis, Robert Hugo, Praha 2009, SU 3971-2.
- Rorate coeli. Advent and Christmas in Baroque Prague, Collegium Marianum, Jana Semerádová, Praha 2009, SU 4002-2.
- František Jiránek: Concertos & sinfonias. Collegium Marianum, Jana Semerádová, Praha 2010, SU 4039-2.
- Antonín Reichenauer: Concertos. Collegium 1704, Václav Luks, Praha 2010, SU 4035-2.
- Antonín Reichenauer: Concertos II. Musica Florea, Marek Štryncl, Praha 2011, SU 4056-2.
- Jan Dismas Zelenka: Sepolkra ZWV 58-60. Collegium Marianum, Jana Semerádová, Praha 2011, SU 4068-2.
- Jan Dismas Zelenka: Melodrama di Sancto Wenceslao (Sub olea pacis et palma virtutis conspicua orbi regia Bohemiae corona) ZWV 175. Musica Florea, Musica Aeterna, Ensemble Philidor, Boni Pueri, Marek Štryncl, Praha 2012, SU 4113-2.
- Jan Dismas Zelenka: Missa Nativitatis Domini ZWV 8, Magnificat C dur ZWV 107, O magnum mysterium (Motetto pro Nativitate) ZWV 171, Moteto Chvalte Boha silného ZWV 165. Musica Florea, Marek Štryncl, Praha 2012, SU 4111-2.
- Musici da camera (Caldara, Jiránek, Orschler, Postel, Reichenauer, Tůma, Vivaldi). Collegium Marianum, Jana Semerádová, Praha 2012. 2 CD, SU 4112-2.
- Il Violino Boemo. Sonatas for violin and basso continuo (Benda, Jiránek, J. A. Gurecký). Lenka Torgersen, Libor Mašek, Václav Luks, Praha 2014. SU 4151-2.